# Biserica evanghelică fortificată din Nadeș
Biserica evanghelică fortificată din Nadeș este un ansamblu de monumente istorice aflat pe teritoriul satului Nadeș, comuna Nadeș.
Ansamblul este format din două monumente:
- Biserica evanghelică (cod LMI MS-II-m-A-15735.01), inițial biserică romano-catolică cu hramul Sfântul Martin,[2]
- Incintă fortificată (cod LMI MS-II-m-A-15735.02)

## Orga
Orga, aflată în balconul vestic al bisericii, a fost construită în 1807 de Samuel Joseph Maetz și a fost reparată sau restaurată de mai multe ori:
- 1844 Friedrich și Samuel Binder
- 1853 Samuel Binder (reconstruire în biserica nouă)
- 1892 E. Palfy
- 1931 K. Einschenk
- 1950 O. Einschenk
- 1968 J. Mesnyi

În seara zilei de 29 iunie 2017, o parte din tavanul bisericii s-a prăbușit. Nimeni nu a fost rănit, dar s-au produs mari stricăciuni, în special a fost deteriorată orga.
La momentul prăbușirii tavanului, orga era în stare de funcționare, cu defecțiuni la mecanica pedalierului, instrumentul fiind atacat puternic de carii de lemn.
Fiindcă biserica nu dispune de fonduri pentru repararea orgii, resturile acesteia i-au fost predate în octombrie 2018 constructorului de orgi Burkhard Wenzel-Gazdag. După repararea acoperișului și a interiorului bisericii, în locul orgii a fost amplasat un panou care reproduce imaginea orgii înainte de deteriorare.